# Ed Wynn
Isaiah Edwin «Ed» Wynn (Filadèlfia, 9 de novembre de 1886 − Beverly Hills, 19 de juny de 1966) va ser un actor estatunidenc amb una carrera de prop de 65 anys tant al vodevil com al teatre, a la televisió o al cinema. Té dues estrelles en el Passeig de la Fama de Hollywood, per la seva activitat en cinema i televisió, respectivament.

## Biografia[2][3]
Isaiah Edwin Leopold va néixer a Filadèlfia, Pennsilvània, el 9 de novembre de 1886. Sent un adolescent es va escapar de casa. En la seva joventut va treballar com a ajudant de W. C. Fields. Després, en els anys 1910, va actuar en diversos vodevils i, des de 1914, en els Ziegfeld Follies, una sèrie de produccions teatrals de Broadway basades en el Folies Bergère parisenc. Els primers èxits d'Ed Wynn li van arribar a Broadway alguns anys més tard, amb The Perfect Fool (1921).
Posteriorment va dirigir un programa de ràdio anomenat  Texaco's Fire Chief, de 1932 a 1939, abans de debutar a la pantalla petita en els anys 1950. Aquell mateix any va guanyar un premi Emmy a la Most Outstanding Live Personality.
També va participar en el cinema i va arribar a ser nominat a l'Oscar per la seva actuació a The Diary of Anne Frank (1959). Va posar la veu al personatge del Barreter Boig en la versió de Disney d'Alícia al país de les meravelles (1951). Va actuar igualment a Mary Poppins i The Greatest Story Ever Told. A més va participar en la sèrie Dimensió desconeguda de Rod Serling interpretant un venedor ambulant que s'enfrontava a la mort.
Ed Wynn era maçó i pertanyia a la lògia número 9 de Filadelfia. Va morir de càncer el 19 de juny de 1966, a Beverly Hills (Califòrnia).

## Filmografia[6]
- 1927: Rubber Heels: Homer Thrush
- 1930: Follow the Leader: Crickets
- 1933: The Chief: Henry Summers
- 1950: Camel Comedy Caravan (sèrie TV): Host
- 1951: Alícia al país de les meravelles (Alice in Wonderland): Mad Hatter (veu)
- 1956: The Great Man: Paul Beaseley
- 1957: Requiem for a Heavyweight (TV): Army
- 1958: Marjorie Morningstar: Oncle Sampson
- 1958: The Ed Wynn Show (sèrie TV): John Beamer
- 1959: The Diary of Anne Frank: Mr. Albert Dussell
- 1959: The Twilight Zone (One for the Angels): Lew Bookman
- 1959: Meet Me in St. Louis (TV): Avi
- 1959: Miracle on 34th Street (TV): Kris Kringle
- 1960: Cinderfella: Avi
- 1961: The Absent Minded Professor: Cap bombers
- 1961: Babes in Toyland: Toymaker
- 1962: The Golden Horseshoe Revue (TV)
- 1963: Son of Flubber: A.J. Allen
- 1964: For the Love of Willadean (TV): Alfred
- 1964: Mary Poppins: Oncle Albert
- 1965: Dear Brigitte: El capità
- 1965: Those Calloways: Ed Parker
- 1965: The Greatest Story Ever Told: Old Aram
- 1965: That Darn Cat!: Mr. Hofstedder
- 1966: The Daydreamer: L'emperador (veu)
- 1967: The Gnome-Mobile: Rufus

## Premis i nominacions

### Nominacions
- 1957: Primetime Emmy al millor actor secundari per Playhouse 90
- 1958: Globus d'Or al millor actor secundari per The Great Man
- 1958: BAFTA al millor actor estranger per The Great Man
- 1958: Primetime Emmy al millor actor per On Borrowed Time
- 1960: Oscar al millor actor secundari per The Diary of Anne Frank
- 1961: Primetime Emmy al millor actor per Westinghouse Desilu Playhouse